# Xigangzi (köpinghuvudort i Kina, Heilongjiang Sheng, lat 49,90, long 127,34)
Xigangzi (kinesiska: 西岗子, 西岗子镇) är en köpinghuvudort i Kina. Den ligger i provinsen Heilongjiang, i den nordöstra delen av landet, omkring 460 kilometer norr om provinshuvudstaden Harbin. Antalet invånare är 10 242. Befolkningen består av 5 077 kvinnor och 5 165 män. Barn under 15 år utgör 12,0 %, vuxna 15-64 år 77 %, och äldre över 65 år 10,0 %.
Runt Xigangzi är det glesbefolkat, med 16 invånare per kvadratkilometer. Xigangzi är det största samhället i trakten. Trakten runt Xigangzi består till största delen av jordbruksmark.
Genomsnittlig årsnederbörd är 927 millimeter. Den regnigaste månaden är juli, med i genomsnitt 228 mm nederbörd, och den torraste är januari, med 12 mm nederbörd.